# Novoastrahanske, Starobilsk
Novoastrahanske (în ucraineană Новоастраханське) este un sat în comuna Malohatka din raionul Starobilsk, regiunea Luhansk, Ucraina.

## Demografie
Componența lingvistică a localității Novoastrahanske
     Ucraineană (92,31%)
     Rusă (7,69%)
Conform recensământului din 2001, majoritatea populației localității Novoastrahanske era vorbitoare de ucraineană (92,31%), existând în minoritate și vorbitori de rusă (7,69%).